# 송원재
송원재(1989년 2월 21일 ~ )는 대한민국의 축구 선수며 포지션은 수비수다.

## 축구인 경력

### 선수 경력
2011년 울산 현대에 입단하였으나 반 시즌 만에 울산 현대미포조선으로 이적하였다.
2013년 부천 FC에 입단하며 다시 프로 무대로 복귀하였고 2013 시즌 중반 군 복무를 위해 상주 상무에 지원하였다.

## 수상

### 클럽

#### 경주 한국수력원자력 축구단
- 내셔널리그
  - 우승 1회 : 2017